# Геннштедт (Дітмаршен)
Геннштедт (нім. Hennstedt) — громада в Німеччині, розташована в землі Шлезвіг-Гольштейн. Входить до складу району Дітмаршен. Складова частина об'єднання громад КЛГ-Айдер.
Площа — 21,94 км2. Населення становить 2046 ос. (станом на 31 грудня 2020).